# Secours d'Arras (1654)
Pour l’article homonyme, voir Siège d'Arras.
Guerre franco-espagnole
Batailles
- Les Avins (05-1635)
- Louvain (06-1635)
- Tornavento (06-1636)
- Îles de Lérins (03-1637)
- Leucate (08/09-1637)
- Yvois (1637)
- Getaria (08-1638)
- Thionville (06-1639)
- Salses (07-1639)
- Les Downs (10-1639)
- Turin (05-1640)
- Yvois (1639)
- Montjuïc (01-1641)
- Aire (1641)
- Honnecourt (05-1642)
- Rocroi (05-1643)
- Carthagène (09-1643)
- Lérida (05-1646)
- Bergues (08-1646)
- Dunkerque (09-1646)
- Lérida (05-1647)
- Lens (08-1648)
- Rethel (1650)
- Barcelone (1651-1652)
- Mouzon (1653)
- Bordils (12-1653)
- Arras (08-1654)
- Puycerda (10-1654)
- Landrecies (06-1655)
- Pavie (1655)
- Valenciennes (07-1656)
- Dunkerque (05-1658)
- Les Dunes (06-1658)
- Bergues (07-1658)

Le secours d'Arras est la contre-attaque menée par Turenne en Artois pendant l'été 1654 contre l'armée espagnole commandée par le prince de Condé. Cette manœuvre met provisoirement un terme aux espoirs des Espagnols de reprendre Arras (tombée en 1640 au cours de la guerre de Trente Ans) à une France affaiblie par cinq années de guerre civile. Condé évite un massacre en couvrant la retraite de ses alliés.

## Contexte
Au début de la campagne de 1654, les armées rebelles du prince de Condé perdent pied en Champagne. Turenne et Senneterre, après s'être emparés de Sainte-Menehould à l'automne 1653, conquièrent les places de Vervins et Château-Porcien au printemps suivant. Louis XIV est sacré roi de France à Reims le 7 juin, puis la guerre de siège reprend : le maréchal Fabert assiège Condé retranché dans Stenay, qui se rend au bout de 32 jours de siège.
Condé doit une nouvelle fois se replier, et fait sa jonction avec l'armée espagnole, commandée par l'archiduc Léopold-Guillaume, devant les murs d'Arras. La couronne d'Espagne, comptant sur un affaiblissement de la France consécutif aux combats de la Fronde, tente en effet de libérer les territoires conquis par les Français, et particulièrement l'Artois.

## Le siège
Délaissant le siège de Clermont-en-Argonne, encore aux mains des rebelles, les trois corps d'armée français (ceux de Turenne, de la Ferté-Senneterre et de Fabert) marchent à leur tour sur Arras pour empêcher la chute de cette capitale régionale.
La ville d'Arras est par ailleurs défendue activement de l'intérieur par des troupes rendant compte au gouverneur de la ville, Jean de Schulemberg, comte de Montdejeu, un militaire qui devint ensuite maréchal de France et lieutenant général de l'Artois. 
Le plan de Mazarin consiste à couper les forces de Condé (deux régiments de Français et de Lorrains) de celles des Pays-Bas espagnols, commandées par l'archiduc Léopold. Surprise par cette contre-attaque massive, l'armée espagnole s'enfuit le 25 août. Condé repousse une première fois l'assaut de Turenne puis, rejoignant l'archiduc en retraite, dégage la route du nord en battant successivement les troupes du maréchal d'Hocquincourt puis celles de la Ferté-Senneterre.

## Conséquences
Le secours d'Arras est la première victoire de Louis XIV en tant que souverain, et sa première victoire contre une armée étrangère. Condé, chef des rebelles, est définitivement chassé du territoire : il n'a désormais plus d'autre choix que de servir comme général de la couronne d'Espagne. Voltaire rappelle que Mazarin se fit attribuer tout le mérite de la victoire dans la lettre de remerciement que Louis XIV fit lire au Parlement de Paris en septembre. 
Après la libération d'Arras, les armées du roi exploitent rapidement le repli de l'ennemi. Tandis que La Ferté se retourne contre Clermont-en-Argonne, Turenne s'empare du Quesnoy et de Binche dans le Hainaut.
À présent, et tant que l'Espagne ne se résout pas à lui abandonner les conquêtes antérieures (Artois et Roussillon), Louis XIV peut envisager au fil des années suivantes, de poursuivre une guerre d'usure dans le Hainaut.

## Sources
- Voltaire, Le siècle de Louis XIV, Paris, Le Livre de Poche classique, 1751 (réimpr. 2005), 1216 p., 11×17,52 cm (ISBN 2-253-08696-7)
- Joël Cornette, Chronique du règne de Louis XIV, Paris, SEDES, 1997, 580 p., 16,5×24,5 cm (ISBN 2-7181-9011-6), « Année 1655 »